# Vestby
Vestby est une kommune de Norvège dans le comté d'Akershus.

## Description
Elle est située près de l'Oslofjord et borde Ås, Frogn, Moss, Indre Østfold et Våler.
La plupart des habitants de Vestby vivent à Vestby-ville (le centre administratif) et à Son. Les autres localités de la commune sont Hølen, Hvitsten et Garder,. La Route européenne 6 traverse la municipalité et l'Østfoldbanen a des stations à Vestby et Son.